# Březen 2022
Toto je archivovaný článek z portálu Aktuality.
1. března – úterý
 Ruský cenzurní orgán Roskomnadzor zablokoval vysílání rozhlasové stanice Echo Moskvy a televize Dožď. 
 Ruský cenzurní orgán Roskomnadzor vyzval ruskou Wikipedii k odstranění informací z článku o ruské invazi na Ukrajinu a pohrozil, že v případě neuposlechnutí bude ruská Wikipedie zablokována. 
 Ruské síly zaútočily na televizní věž v Kyjevě, čímž dočasně přerušily televizní vysílání. Při útoku bylo zabito pět lidí. 
2. března – středa
 Valné shromáždění OSN schválilo rezoluci č. 11/1 požadující okamžité zastavení bojů a stažení ruských vojsk z Ukrajiny. 
3. března – čtvrtek
 Gruzie a Moldavsko podaly přihlášku ke vstupu do Evropské unie. 
 Poslanecká sněmovna vydala bývalého premiéra Andreje Babiše k trestnímu stíhání v kauze Čapí hnízdo. 
 Mezinárodní paralympijský výbor po protestech rozhodl, že kvůli ruské invazi na Ukrajinu nebudou ruští a běloruští paralympionici vůbec soutěžit na Zimních paralympijských hrách 2022 v Pekingu. 
4. března – pátek
 V čínském Pekingu byly slavnostně zahájeny XIII. zimní paralympijské hry. 
5. března – sobota
 Vrak lodi Endurance potopené během expedice britského polárníka Ernesta Shackletona byl nalezen ve Weddellově moři. 
 Česká filmová a televizní akademie na slavnostním ceremoniálu Českého lva 2021 předala ceny. Nejlepším celovečerním filmem se stal Zátopek. 
7. března – pondělí
 Ve Vladislavském sále Pražského hradu proběhlo slavnostní předávání státních vyznamenání z let 2020 a 2021, které se nekonalo kvůli covidové situaci a onemocnění prezidenta. Prezident Miloš Zeman během projevu slíbil udělit Řád Bílého lva Volodymyru Zelenskému. 
9. března – středa
 Novým jihokorejským prezidentem byl zvolen konzervativec Jun Sok-jol. 
10. března – čtvrtek
 Ve věku 89 let zemřela Eva Zaoralová, filmová publicistka a dlouholetá umělecká ředitelka Mezinárodního filmového festivalu Karlovy Vary. 
 Maďarský parlament zvolil novou prezidentku Maďarska, Katalin Novákovou, místo současného prezidenta Jánose Ádera. 
13. března – neděle
 Přibližně od 13:00 SELČ probíhal v Pekingu závěrečný ceremoniál, který oficiálně ukončil Zimní paralympijské hry 2022 a předal pomyslnou štafetu do Milána a Cortiny. 
14. března – pondělí
 Americký poradce pro národní bezpečnost Jake Sullivan se v Římě setkal s čínským protějškem Jang Ťie-čch’em. 
15. března – úterý
 Premiéři Česka, Polska a Slovinska odjeli na státní návštěvu do částečně obleženého ukrajinského hlavního města Kyjev. 
16. března – středa
 Pritzkerovu cenu obdržel Diébédo Francis Kéré, architekt z Burkiny Faso. 
18. března – pátek
 Turecký prezident Recep Tayyip Erdoğan slavnostně otevřel 3,6 km dlouhý most přes průliv Dardanely, doposud nejdelší visutý most světa. 
19. března – sobota
 Vzdušně-kosmické síly Ruské federace použily hypersonickou střelu Ch-47M2 Kinžal při útoku na sklad munice Ivanofrankivské oblasti. 
 Serdar Berdymuhamedov byl jmenován novým prezidentem Turkmenistánu. Ve funkci nahradil svého otce Gurbanguly Berdymuhamedova. 
21. března – pondělí
 Let China Eastern Airlines 5735 se 138 osobami na palubě havaroval při letu z Kchun-mingu do Kantonu. 
23. března – středa
 Ve věku 84 let zemřela Madeleine Albrightová, americká politička, diplomatka a bývalá ministryně zahraničních věcí Spojených států amerických narozená v Praze. 
24. března – čtvrtek
 Americký matematik Dennis Sullivan získal Abelovu cenu za jeho přínos v topologii. 
25. března – pátek
 Papež František s dalšími katolickými biskupy zasvětil Rusko a Ukrajinu Neposkvrněnému Srdci Panny Marie. 
26. března – sobota
 Prezident Zeman udělil milost Miloši Balákovi, řediteli Lesní správy Lány, odsouzenému za ovlivňování veřejné zakázky v Lánské oboře. 
27. března – neděle
 Na 94. ročníku udílení Oscarů se nejlepším filmem stalo V rytmu srdce, za nejlepší herecké výkony byli oceněni Will Smith a Jessica Chastainová. Českou kinematografii reprezentoval film Zátopek. 
28. března – pondělí
 Federální soudce v Los Angeles uvedl, že Donald Trump se nejspíš dopustil těžkého zločinu, když se na konci svého mandátu snažil bránit Kongresu ve výkonu funkce. 
30. března – středa
 Vojenská koalice vedená Saúdskou Arábií jednostranně vyhlásila příměří v Jemenu s ohledem na začátek postního měsíce ramadánu. 
31. března – čtvrtek
 Po šesti měsících skončila Světová výstava EXPO 2020 v Dubaji, která byla kvůli pandemii koronaviru odložena o rok. Český pavilon obdržel za svůj systém S.A.W.E.R. ocenění UAE Innovates Award za nejlepší inovaci. 
 Ve věku 86 let zemřel Jiří Šalamoun, výtvarník, ilustrátor a autor kreslených filmů, plakátů a Maxipsa Fíka. 
 Ozbrojené síly Ruské federace se stáhly z Uzavřené zóny Černobylské jaderné elektrárny a Slavutyče. 
 Po útoku mačetou na učilišti v Praze zemřel žákem napadený učitel. 